# Olmos de Peñafiel
Olmos de Peñafiel – gmina w Hiszpanii, w prowincji Valladolid, w Kastylii i León, o powierzchni 16,12 km². W 2011 roku gmina liczyła 69 mieszkańców.